# Lectures de l'Alcorà

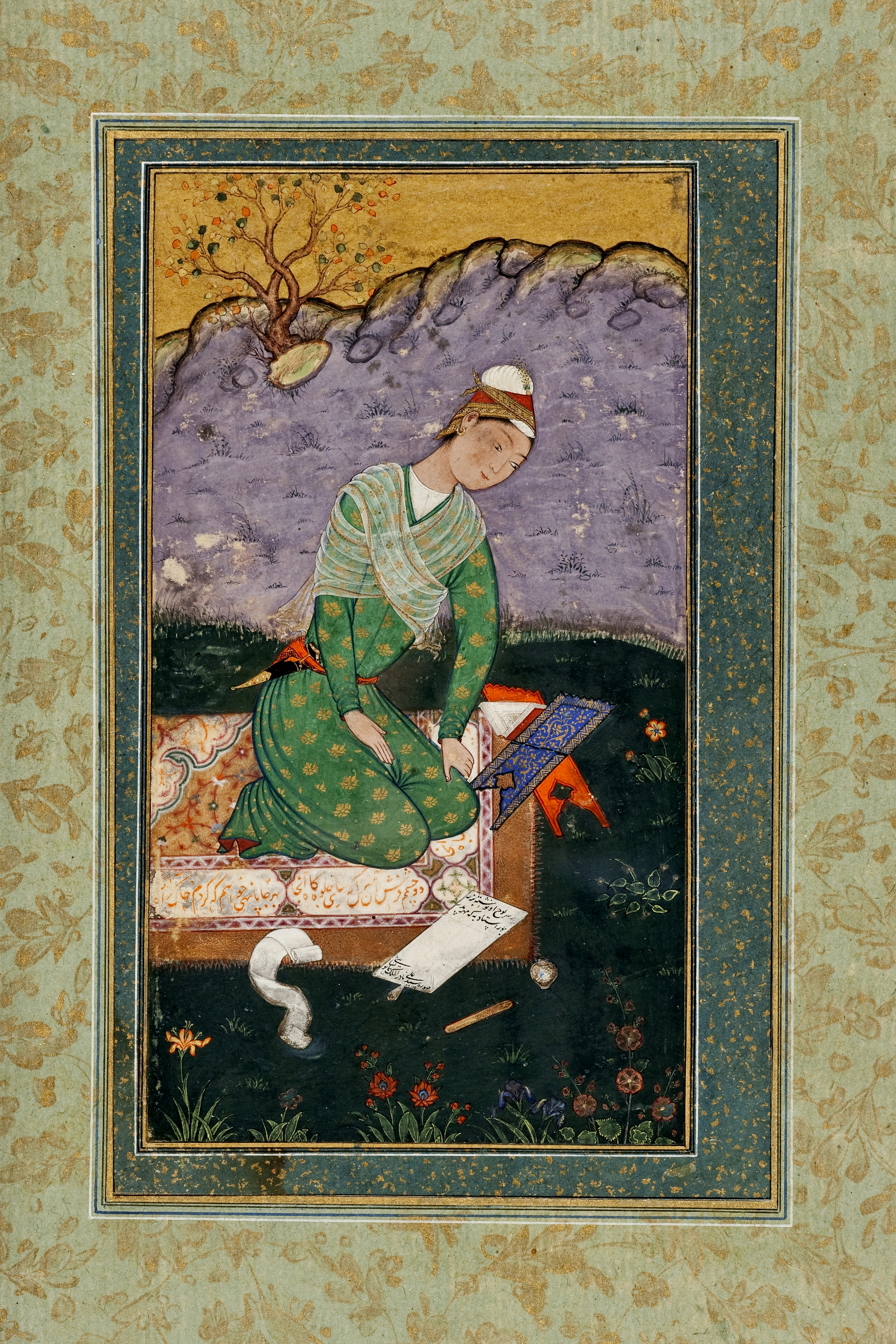
Mir Sayyid Ali, un jove estudiant de l'Imperi Mogol, llegeix i escriu un comentari a l'Alcorà l'any 1559.

Les lectures de l'Alcorà o qiraat (de l'àrab قراءات القرآن, qirāʾāt al-Qurʾān, ‘lectures de l'Alcorà’) són els mètodes de recitació de l'Alcorà. Tradicionalment, existeixen deu escoles de lectura de l'Alcorà conegudes pel nom del seu fundador.

## Etimologia i definicions
Qiraa, en plural qiraat, significa literalment ‘lectura’. Aplicat a l'Alcorà, el mot també pot tenir el sentit de ‘recitació’. Amb relació a l'Alcorà la paraula pot tenir tres sentits principals:
- La recitació o lectura d'una part o de la totalitat de l'Alcorà[1]
- La lectura especial d'una paraula o d'un passatge (qiraa s'entén llavors amb el sentit de ‘variant [de lectura]’)[1]
- La lectura especial de l'Alcorà sencer, cas en què es refereix a l'escola de lectura[1]

## Els Deu Lectors i els seus Transmissors

### Els Set Lectors i els seus Transmissors
| Qari (lector)         | Qari (lector) | Qari (lector)  | Qari (lector)                                                                     | Qari (lector)                                                                   | Rawi (transmissor) | Rawi (transmissor) | Rawi (transmissor)                                                                | Rawi (transmissor)                                                        | Rawi (transmissor)                                  | Rawi (transmissor)                                                            |
| Nom                   | Naixement     | Mort           | Nom sencer                                                                        | Informació addicional                                                           | Nom                | Naixement          | Mort                                                                              | Nom sencer                                                                | Informació addicional                               | Actual regió d'ús                                                             |
| --------------------- | ------------- | -------------- | --------------------------------------------------------------------------------- | ------------------------------------------------------------------------------- | ------------------ | ------------------ | --------------------------------------------------------------------------------- | ------------------------------------------------------------------------- | --------------------------------------------------- | ----------------------------------------------------------------------------- |
| Nafi al-Madaní        | 70 H          | 169 H - 785 dC | Abu-Ruwaym Nafi ibn Abd-ar-Rahman Ibn Abi-Nuaym al-Laythí al-Kinaní al-Madaní     | família amb arrels a Esfahan; sovint confós amb l'altre Nafi', mawla d'Ibn Úmar | Qàlun              | 120 H              | 220 H - 835 dC                                                                    | Abu-Mussa Issa ibn Mina az-Zarqí                                          | mawla dels Banu Zuhra                               | Líbia, Tunísia i parts de Qatar                                               |
| Nafi al-Madaní        | 70 H          | 169 H - 785 dC | Abu-Ruwaym Nafi ibn Abd-ar-Rahman Ibn Abi-Nuaym al-Laythí al-Kinaní al-Madaní     | família amb arrels a Esfahan; sovint confós amb l'altre Nafi', mawla d'Ibn Úmar | Warx               | 110 H              | 197 H - 812 dC                                                                    | Uthman ibn Saïd al-Qutbí                                                  | egipci; mawla de Qurayx                             | Algèria, Marroc, parts de Tunísia, Africa Occidental i Sudan i parts de Líbia |
| Ibn Kathir al-Makkí   | 45 H          | 120 H - 738 dC | Abu-Màbad Abd-Allah ibn Kathir al-Attar ad-Darí al-Makkí                          | persa                                                                           | al-Buzzí           | 170 H              | 250 H - 864 dC                                                                    | Abu-l-Hàssan Àhmad ibn Muhàmmad ibn Abd-Allah al-Buzzí                    | persa                                               |                                                                               |
| Ibn Kathir al-Makkí   | 45 H          | 120 H - 738 dC | Abu-Màbad Abd-Allah ibn Kathir al-Attar ad-Darí al-Makkí                          | persa                                                                           | Qúnbul             | 195 H              | 291 H - 904 dC                                                                    | Abu-Amr Muhàmmad ibn Abd-ar-Rahman al-Makhzumí                            | de la Meca; dels Banu Makhzum (per lleialtat)       |                                                                               |
| Abu-Amr al-Basrí      | 68 H          | 154 H - 770 dC | Abu-Amr Zuban ibn al-Alà al-Maziní at-Tamimí al-Basrí                             |                                                                                 | ad-Durí            | 150 H              | 246 H - 860 dC                                                                    | Abu-Amr Hafs ibn Úmar ibn Abd-al-Aziz ad-Durí al-Azdí al-Baghdadí         | gramàtic; cec; també transmissor d'al-Kisaí         | Parts del Sudan i Àfrica Occidental                                           |
| Abu-Amr al-Basrí      | 68 H          | 154 H - 770 dC | Abu-Amr Zuban ibn al-Alà al-Maziní at-Tamimí al-Basrí                             | as-Sussí                                                                        | ?                  | 261 H - 874 dC     | Abu-Xuayb Sàlih ibn Ziyad ibn Abd-Allah ibn Ismaïl ibn al-Jarud ar-Riqqí as-Sussí |                                                                           |                                                     |                                                                               |
| Ibn Àmir ad-Dimaixqí  | 21 H          | 118 H - 736 dC | Abd-Al·lah ibn Àmir ibn Yazid Ibn Tamim ibn Rabia al-Yahsibí aix-Xamí ad-Dimaixqí |                                                                                 | Hixam              | 153 H              | 245 H - 859 dC                                                                    | Abu-l-Walid Hixam ibn Ammar ibn Nussayr ibn Màysara as-Salamí ad-Dimaixqí |                                                     | Parts del Iemen                                                               |
| Ibn Àmir ad-Dimaixqí  | 21 H          | 118 H - 736 dC | Abd-Al·lah ibn Àmir ibn Yazid Ibn Tamim ibn Rabia al-Yahsibí aix-Xamí ad-Dimaixqí | Ibn Dhakwan                                                                     | 173 H              | 242 H - 856 dC     | Abu-Amr Abd-Al·lah ibn Àhmad al-Quraxí ad-Dimaixqí                                |                                                                           |                                                     |                                                                               |
| Àssim ibn Abi-n-Najud | ? H           | 127 H - 745 dC | Abu-Bakr Àssim Ibn Abi-n-Najud al-Assadí                                          | dels Banu Àssad (per lleialtat)                                                 | Xuba               | 95 H               | 193 H - 809 dC                                                                    | Abu-Bakr Xuba ibn Ayyaix ibn Sàlim al-Kufí an-Nahxalí                     | dels Banu Nahxal (per lleialtat)                    |                                                                               |
| Àssim ibn Abi-n-Najud | ? H           | 127 H - 745 dC | Abu-Bakr Àssim Ibn Abi-n-Najud al-Assadí                                          | dels Banu Àssad (per lleialtat)                                                 | Hafs               | 90 H               | 180 H - 796 dC                                                                    | Abu-Amr Hafs ibn Sulayman ibn al-Mughira al-Assadí al-Kufí                |                                                     | El món musulmà en general                                                     |
| Hamza az-Zayyat       | 80 H          | 156 H - 773 dC | Abu-Imara Hamza ibn Habib az-Zayyat at-Taymí                                      | dels Banu Taym (per lleialtat)                                                  | Khàlaf             | 150 H              | 229 H - 844 dC                                                                    | Abu-Muhàmmad Khàlaf al-Bazzar al-Assadí al-Baghdadí                       | també lector (vegeu a baix)                         |                                                                               |
| Hamza az-Zayyat       | 80 H          | 156 H - 773 dC | Abu-Imara Hamza ibn Habib az-Zayyat at-Taymí                                      | dels Banu Taym (per lleialtat)                                                  | Khal·lad           | ?                  | 220 H - 835 dC                                                                    | Abu-Issa Khal·lad ibn Khàlid al-Baghdadí                                  |                                                     |                                                                               |
| al-Kisaí              | 119 H         | 189 H - 804 dC | Abu-l-Hàssan Alí Ibn Hamza al-Assadí al-Kisaí                                     | dels Banu Àssad (per lleialtat); persa                                          | al-Layth           | ?                  | 240 H - 854 dC                                                                    | Abu-l-Hàrith al-Layth Ibn Khàlid al-Baghdadí                              |                                                     |                                                                               |
| al-Kisaí              | 119 H         | 189 H - 804 dC | Abu-l-Hàssan Alí Ibn Hamza al-Assadí al-Kisaí                                     | dels Banu Àssad (per lleialtat); persa                                          | ad-Durí            | ?                  | 246 H - 860 dC                                                                    | Abu-Amr Hafs ibn Ùmar ibn Abd-al-Aziz al-Baghdadí                         | també transmissor d'Abu-Amr al-Basrí (vegeu a dalt) |                                                                               |

### Els Tres Lectors i els seus Transmissors
A més dels mencionats a sobre, hi ha tres lectors més dels quals es recullen separadament les seves lectures.
| Qari (lector)   | Qari (lector) | Qari (lector) | Qari (lector)                                                                                    | Qari (lector)                             | Rawi (transmissor) | Rawi (transmissor) | Rawi (transmissor)                                  | Rawi (transmissor)                                           | Rawi (transmissor)                  |
| Nom             | Naixement     | Mort          | Nom sencer                                                                                       | Informació addicional                     | Nom                | Naixement          | Mort                                                | Nom sencer                                                   | Informació addicional               |
| --------------- | ------------- | ------------- | ------------------------------------------------------------------------------------------------ | ----------------------------------------- | ------------------ | ------------------ | --------------------------------------------------- | ------------------------------------------------------------ | ----------------------------------- |
| Abu-Jàfar       | ?             | 130 H         | Abu-Jàfar Yazid Ibn al-Qaqà al-Makhzumí al-Madaní                                                |                                           | Issa ibn Wirdan    | ?                  | 160 H                                               | Abu-l-Hàrith Issa ibn Wirdan al-Madaní                       | Madaní, és a dir medinès, per estil |
| Abu-Jàfar       | ?             | 130 H         | Abu-Jàfar Yazid Ibn al-Qaqà al-Makhzumí al-Madaní                                                | Ibn Jummaz                                | ?                  | 170 AH             | Abu-r-Rabi Sulayman ibn Múslim ibn Jummaz al-Madaní |                                                              |                                     |
| Yaqub al-Yamaní | 117 H         | 205 H         | Abu-Muhàmmad Yaqub ibn Ishaq ibn Zayd ibn Abd-Al·lah ibn Abi-Ishaq al-Yamaní al-Hadramí al-Basrí | mawla dels hadramís                       | Ruways             | ?                  | 238 H                                               | Abu-Abd-Al·lah Muhàmmad ibn al-Mutawàkkil al-Basrí           |                                     |
| Yaqub al-Yamaní | 117 H         | 205 H         | Abu-Muhàmmad Yaqub ibn Ishaq ibn Zayd ibn Abd-Al·lah ibn Abi-Ishaq al-Yamaní al-Hadramí al-Basrí | mawla dels hadramís                       | Rawh               | ?                  | 234 H                                               | Abu-l-Hàssan Rawh Ibn Abd-al-Mumin al-Basrí al-Hudhalí       | dels Banu Hudhayl per lleialtat     |
| Khàlaf          | 150 H         | 229 H         | Abu-Muhàmmad Khàlaf al-Bazzar al-Assadí al-Baghdadí                                              | també transmissor de Hamza (vegeu a dalt) | Ishaq              | ?                  | 286 H                                               | Abu-Yaqub Ishaq ibn Ibrahim ibn Uthman al-Maruzí al-Baghdadí |                                     |
| Khàlaf          | 150 H         | 229 H         | Abu-Muhàmmad Khàlaf al-Bazzar al-Assadí al-Baghdadí                                              | també transmissor de Hamza (vegeu a dalt) | Idrís              | 189 H              | 292 H                                               | Abu-l-Hàssan Idrís ibn Abd-al-Karim al-Haddad al-Baghdadí    |                                     |